# لو جیاهویی
لو جیاهویی (انگلیسی: Lou Jiahui؛ زادهٔ ۲۶ مهٔ ۱۹۹۱) بازیکن فوتبال اهل چین است.

وی همچنین در تیم‌های ملی فوتبال China women's national under-20 football team و زنان چین بازی کرده‌است.